# Sennek
Sennek, née Laura Groeseneken le 30 avril 1990 à Louvain, est une auteure-compositrice-interprète belge.
Claviériste pour Ozark Henry à partir de 2014, elle est choisie pour représenter la Belgique à l'Eurovision 2018, avec la chanson A Matter of Time, une ballade pop interprétée en anglais. Classée douzième de sa demi-finale, elle échoue à se qualifier pour la finale.